# Queda de Constantinopla
Queda de Constantinopla (em grego medieval: Ἅλωσις τῆς Κωνσταντινουπόλεως; romaniz.: Halōsis tēs Kōnstantinoupoleōs; em turco:  İstanbul'un Fethi) foi a captura da capital do Império Bizantino pelo exército invasor otomano no domingo de Pentecostes, 29 de maio de 1453. Os atacantes foram comandados pelo sultão Maomé II, o Conquistador, de 21 anos, que derrotou soldados comandados pelo imperador Constantino XI Paleólogo e assumiu o controle da capital imperial, encerrando um cerco militar de 53 dias, iniciado em 6 de abril de 1453. Após conquistar a cidade, o sultão Maomé II transferiu a capital do Estado otomano de Edirne para Constantinopla e estabeleceu sua corte ali.
A captura da cidade (e dois outros territórios bizantinos fragmentados logo depois) marcou o fim do Império Romano, um Estado datado do ano 27 a.C. e que continuou no leste 977 anos após a queda do Império Romano do Ocidente. A conquista de Constantinopla também causou um duro golpe à defesa da Europa continental cristã, pois os exércitos otomanos muçulmanos ficaram sem obstáculo para avançar pelo continente europeu.
Foi também um momento decisivo na história militar. Desde os tempos antigos, as cidades usavam muros e muralhas para se protegerem dos invasores e as fortificações substanciais de Constantinopla eram um modelo seguido pelas cidades da região do Mediterrâneo e de toda a Europa. Os otomanos finalmente prevaleceram devido ao uso da pólvora (que alimentava canhões formidáveis).
A conquista da cidade de Constantinopla e o fim do Império Bizantino foi um evento importante no final da Idade Média que também marca, para alguns historiadores, o fim do período medieval. O primeiro historiador a definir este evento como o fim do período medieval foi Cellarius.

## Contexto
Constantinopla era, até o momento de sua queda, uma das cidades mais importantes no mundo. Localizada numa projeção de terra sobre o estreito do Bósforo em direção à Anatólia, funcionava como uma ponte para as rotas comerciais que ligavam a Europa à Ásia por terra. Também era o principal porto nas rotas que iam e vinham entre o mar Negro e o mar Mediterrâneo. Para explicar como uma cidade deste porte caiu em mãos estrangeiras, é preciso voltar a séculos antes de 1453 e detalhar os eventos que enfraqueceram o Império Bizantino.

Constantinopla e suas muralhas

A partir do século III, o centro administrativo do Império Romano tendia a voltar-se mais para o Oriente, por múltiplas razões. Primeiro pela necessidade de defesa das fronteiras orientais; depois porque o oriente havia se tornado a parte econômica mais vital do domínio romano; por fim Roma era uma cidade rica de vestígios pagãos, o que agora era inconveniente num império cristão: seus edifícios, sua nobreza senatorial, apegada à religião tradicional. Assim Constantino decretou a construção de uma nova capital, nas margens do Bósforo, onde havia a antiga fortaleza grega de Bizâncio, num ponto de grande importância estratégica, nas proximidades de dois importantes setores da limes: a região do baixo Danúbio e a fronteira do Império Sassânida. A nova cidade, que recebeu o nome de Constantinopla, isto é, "cidade de Constantino", foi concebida como uma "nova Roma" e rapidamente tornou-se o centro político e econômico do Império. Sua criação teve repercussões também no plano eclesiástico: enquanto em Roma a Igreja Católica adquiriu mais autoridade, em Constantinopla o poder civil controlou a Igreja. O bispo de Roma pôde assim consolidar a influência que já possuía, enquanto em Constantinopla o bispo baseava seu poder no fato de ser bispo da capital e no fato de ser um homem de confiança do Imperador.
Durante a Quarta Cruzada em 1204, foi capturada pelos cruzados. Em 1261, foi recapturada pelas forças do Império de Niceia, sob o comando de Miguel VIII Paleólogo. Porém Constantinopla não recuperou o antigo esplendor e iniciou a decadência que quase dois séculos depois levaria ao fim definitivo do império.

### O saque a Constantinopla e o Império Latino

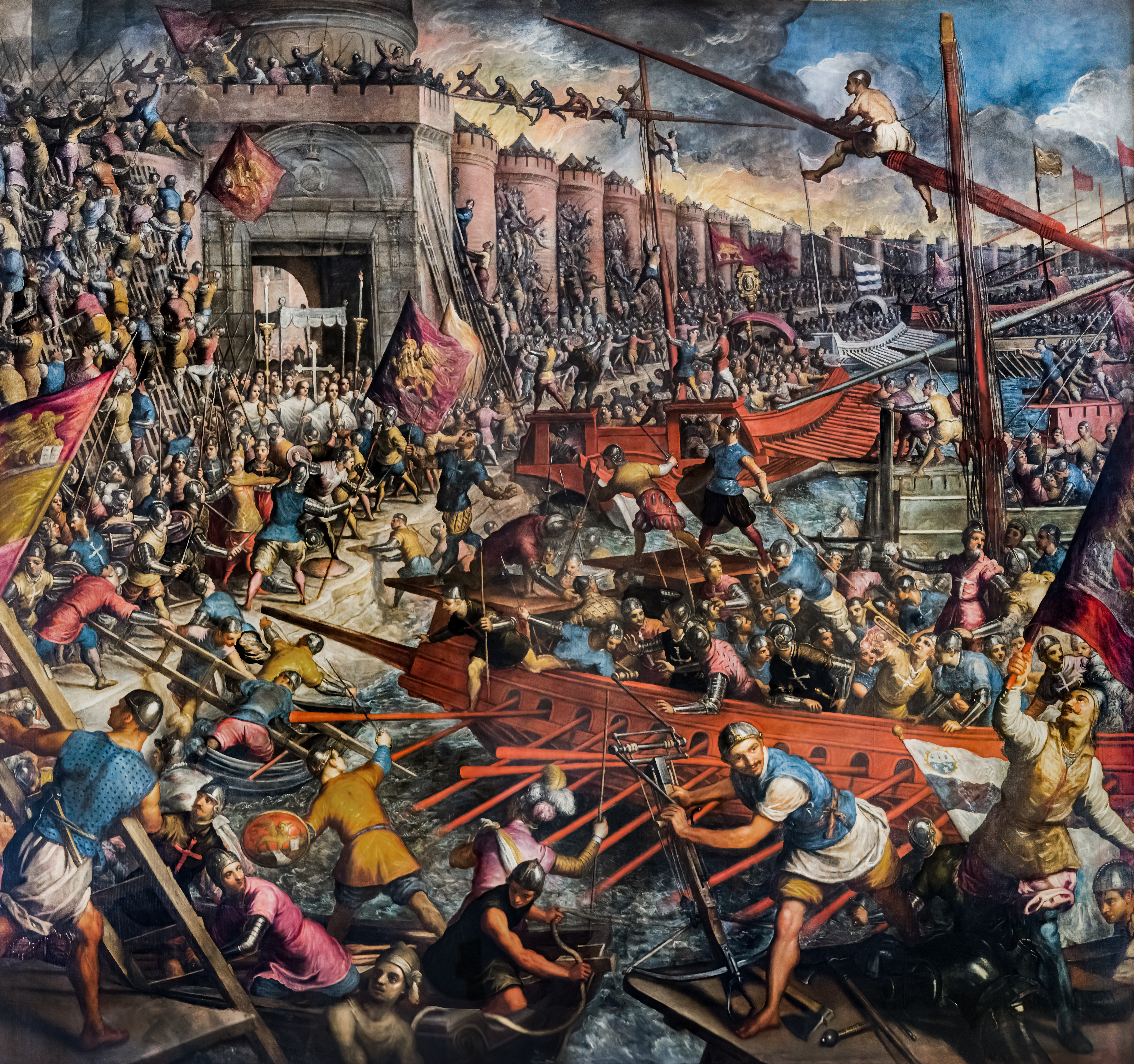
O Cerco de Constantinopla em 1204, por Domenico Tintoretto.

O Império Bizantino depois da Quarta Cruzada.

O Império Bizantino por volta de 1450.

O declínio do Império Bizantino decorre principalmente da expansão dos turcos seljúcidas e dos conflitos com os húngaros. Porém, a primeira vez que Constantinopla foi saqueada o foi pelos cristãos ocidentais, e não por seus inimigos tradicionais. A capital do Império Romano do Oriente foi tomada pela Quarta Cruzada em 1204. O ataque foi feito pelo mar, e a cidade foi saqueada e incendiada por três dias, e nem tesouros da Igreja Ortodoxa e supostas relíquias cristãs, riquezas acumuladas por quase 1 000 anos, foram poupados.
As razões da tomada de Constantinopla são variadas e complexas. Em 1190, a Terceira Cruzada, formada por contingentes das potências ocidentais, não recebeu dos bizantinos o apoio esperado quando se dirigia à Terra Santa, o que levou a um forte ressentimento. Tal fato se deu porque os bizantinos, acreditando que o líder dos turcos, Saladino, principal inimigo dos cruzados, fosse invencível, preferiram manter a maior neutralidade possível a fim de evitar um futuro ataque aos seus territórios. Outro fator a ser levado em conta é o cisma religioso existente, o qual não foi aplacado pelos esforços da Igreja Católica Romana (latina) e da Igreja Católica Ortodoxa (grega). Também deve ser considerado o costume de se distribuir entre os generais e seus soldados o butim de guerra, neste caso formado pelos lendários tesouros e famosas relíquias. Por outro lado, os venezianos exigiam um preço pela sua participação nas cruzadas, e os cruzados viram na capital bizantina a única fonte de recursos disponível para satisfazer os venezianos.
Além disso, existia uma crise sucessória no trono bizantino, que facilitou a investida cruzada. Depois de uma revolta bizantina, em 1204 os cruzados novamente tomaram a cidade. Inaugurou-se assim o chamado Império Latino (1204-1261) com o reinado de Balduíno I (Balduíno IX, Conde da Flandres). Parte dos territórios bizantinos foram então divididos entre os chefes da cruzada, formando-se na região os reinos independentes católicos de Tessalônica, Principado de Acaia, e Ducado de Atenas. Os bizantinos reuniram forças, e em 1261 retomaram Constantinopla e restabeleceram seu domínio sobre a península Balcânica. Mas agora governavam um império depauperado economicamente e sem o apoio da Igreja, império este que perdurou até 1453.

### Fortalecimento das defesas
O ataque dos cruzados revelou um ponto fraco nas defesas da cidade. As poderosas muralhas a oeste da cidade repeliram invasores de persas, germânicos, hunos, ávaros, búlgaros e russos (um total de 22 sítios) durante séculos, mas as muralhas ao longo do litoral, sobretudo ao longo do Corno de Ouro (o estuário que separava Constantinopla da vila de Pera, atual Beyoğlu), ao norte, revelaram-se frágeis. Após recuperarem a cidade, os bizantinos reforçaram as muralhas litorais e as defesas nos pontos onde precisavam ser abertas para a entrada de navios nos portos. Para se assegurarem de que não precisariam se preocupar com as defesas no Corno de Ouro, uma pesada corrente de ferro foi erguida sobre o canal, impedindo qualquer navio de passar sem a autorização da guarda bizantina.

### O advento dos turcos
Mesmo antes da Quarta Cruzada, o Império Bizantino vinha, havia muitos séculos, perdendo territórios para os muçulmanos no Oriente Médio e na África. No início do século XI, uma tribo turca vinda da Ásia Central, os seljúcidas, começou a atacar e ganhar territórios bizantinos na Anatólia. No final do século XIII, os seljúcidas já haviam tomado quase todas as cidades gregas da Anatólia, à exceção de um punhado de cidades no noroeste da península.
Nesta época, um clã seminômade turco teria migrado do norte da Pérsia para o oeste, e se defrontado com uma batalha entre turcos e mongóis na Anatólia. O clã entrou na batalha ao lado dos turcos e venceu. O sultão seljúcida, em agradecimento, ter-lhes-ia concedido um pequeno território montanhoso no noroeste do império, nas proximidades do território bizantino. A forma como isto ocorreu exatamente se perdeu no folclore subsequente, mas sabe-se que, sob o comando de um líder chamado Osmã I, estes turcos ficaram conhecidos como "otomanos".

### Invasão otomana na Europa

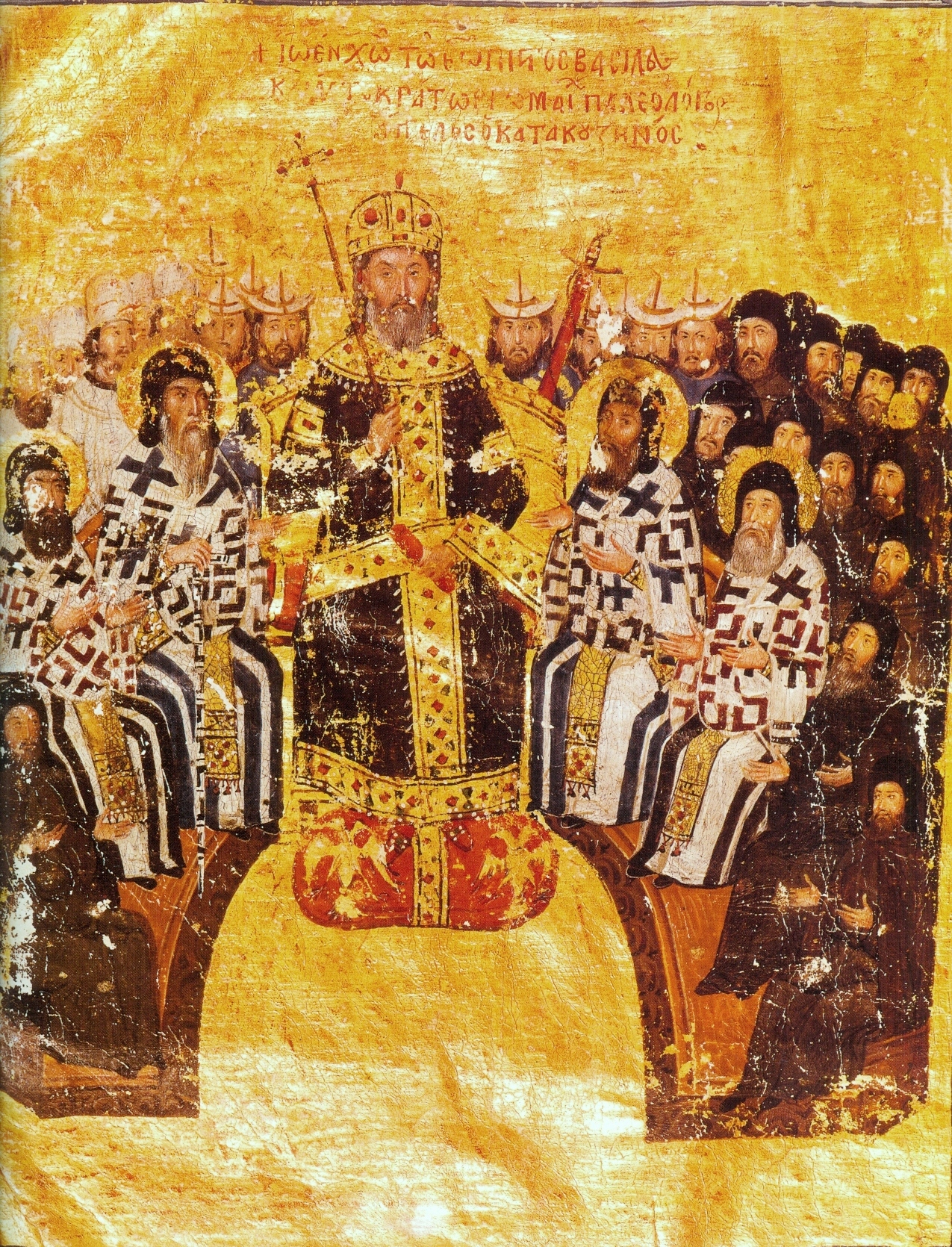
João VI Cantacuzeno.

Os otomanos já haviam imposto sua força ao combalido Império Bizantino, tomando suas últimas cidades asiáticas de Bursa, Niceia (atual İznik) e Nicomédia (atual İzmit). Em 1341, quando da morte do imperador Andrónico III Paleólogo,  o trono ficou nas mãos de sua esposa Ana dos bizantinos, com Cantacuzeno como protetor de seu filho João V Paleólogo e co-regente de Ana. Em 1343, Cantacuzeno declarou-se regente único, e pediu ajuda militar aos otomanos para impor seu controle sobre o remanescente do Império Bizantino. Ana, então, determinou que João e Cantacuzeno seriam co-imperadores, o segundo mantendo a autoridade sobre o primeiro por 10 anos, quando então governariam como iguais.
Quando o Reino da Sérvia atacou Salônica, em 1349, Cantacuzeno pediu auxílio aos otomanos pela segunda vez. Em 1351, Cantacuzeno fez uma terceira aliança com os turcos para ajudá-lo na guerra civil provocada entre seus partidários e os seguidores do príncipe João. Neste último acordo, Cantacuzeno prometeu aos otomanos a posse de uma fortaleza do lado europeu do estreito de Dardanelos - a primeira ocupação de uma civilização asiática na Europa desde a invasão do Império Mongol sobre a Ucrânia, no século XIII. Entretanto, o príncipe otomano Suleiman decidiu reforçar sua posição tomando a cidade de Galípoli, estabelecendo o controle sobre toda a península e uma base estratégica para a expansão do Império Otomano na Europa. Quando Cantacuzeno exigiu a devolução da cidade, os otomanos voltaram-se para Constantinopla.
Durante o governo de João V Paleólogo, o Império Bizantino se tornara um Estado vassalo dos otomanos, oferecendo soldados para as campanhas dos turcos na Europa e pagando um tributo anual para manter os turcos longe de Constantinopla. As exigências turcas se agravaram quando João morreu, em 1391, e seu filho Manuel II Paleólogo subiu ao trono, à revelia do sultão otomano Bajazeto I.

### Os cercos de 1391, 1396 e 1422

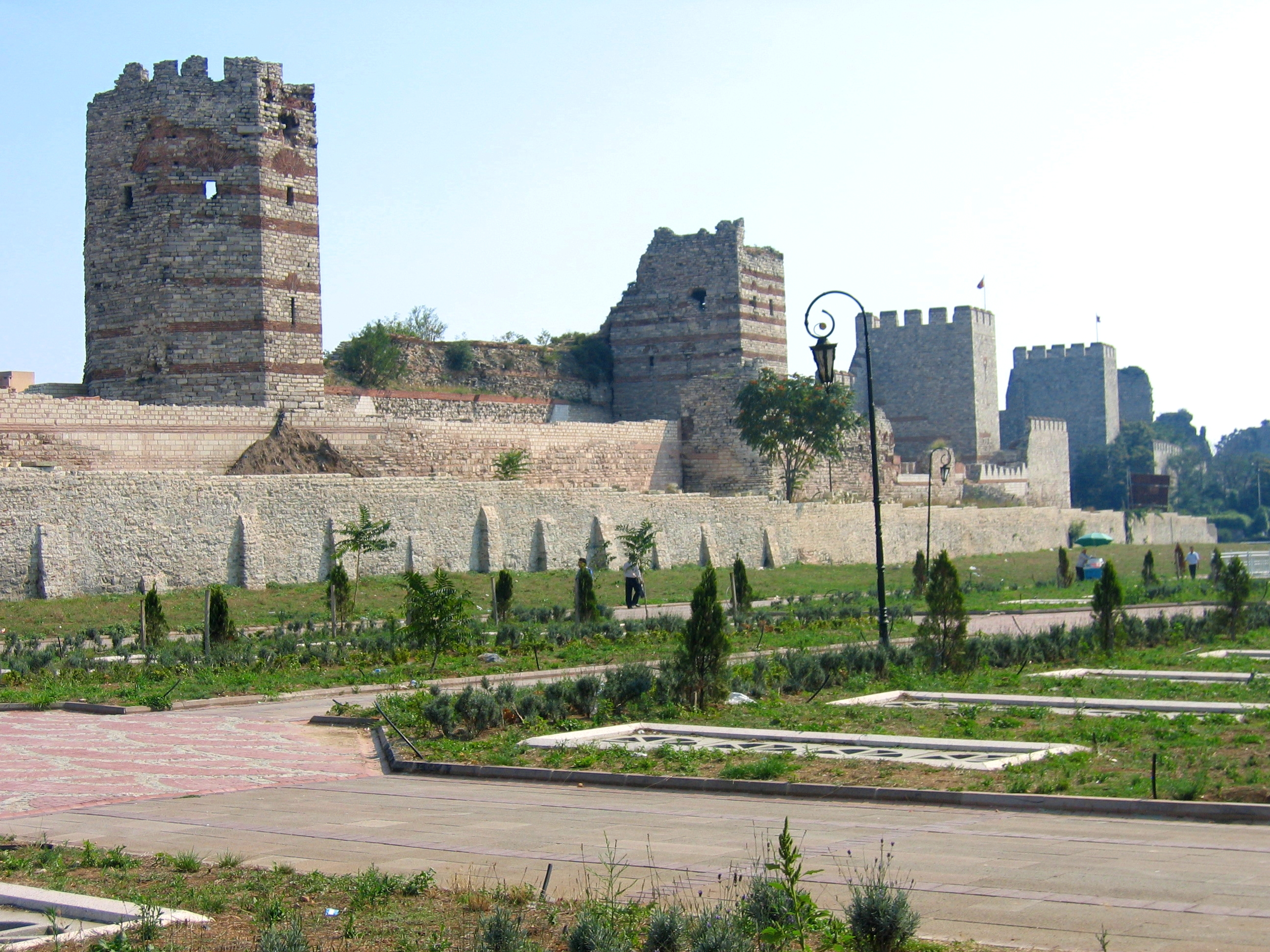
Muralhas de Constantinopla.

Entre as novas exigências do sultão Bajazeto I estava o estabelecimento de um distrito em Constantinopla para mercadores turcos. Como Manuel II Paleólogo se recusara, Bajazeto cercou a cidade por terra. Após sete meses de cerco, Manuel Paleólogo cedeu, e os turcos se retiraram para campanhas ao norte contra 
Sérvia e o Hungria.
Bajazeto convocou Manuel e outros reis cristãos do leste europeu para uma audiência, onde demonstraria as consequências a qualquer um que resistisse ao sultão. Paleólogo pressentiu que seria assassinado, e recusou o convite. Após uma segunda recusa, em 1396, Bajazeto enviou novamente seu exército para Constantinopla, saqueando e destruindo os campos à volta da cidade, impedindo que qualquer um entrasse ou saísse vivo de lá. Constantinopla ainda podia contar com suprimentos vindos do mar, já que os turcos não se apoiaram em um cerco marítimo à cidade. Assim, Constantinopla resistiu por seis anos, até que, em 1402, o temível exército de Tamerlão invadiu o Império Otomano pelo leste, e Bajazeto se viu obrigado a mobilizar suas tropas para esta nova frente, salvando Constantinopla no último momento.
Nas duas décadas seguintes, Constantinopla viu-se livre do jugo otomano, e pôde até recuperar alguns territórios na Grécia. Mas em 1422, Manuel Paleólogo resolveu apoiar um príncipe otomano ao trono, visando uma duradoura trégua no futuro. Mas o sultão Murade II enviou em resposta um contingente de 10 mil soldados para cercar Constantinopla mais uma vez. Naquele ano, em 24 de agosto, o sultão ordenou um ataque maciço às muralhas, e após várias horas de batalha, ordenou a sua retirada, e mais uma vez Constantinopla conseguiu uma sobrevida.

## A queda de Constantinopla

### Relações bizantino-otomanas
|                                             |  |                                                          |
| Maomé II, o Conquistador, o sultão otomano. |  | Constantino XI Paleólogo , o último imperador bizantino. |

O cisma entre as Igrejas Romana e Ortodoxa manteve Constantinopla distante das nações ocidentais e, mesmo durante os cercos de turcos muçulmanos, não conseguira mais do que indiferença de Roma e seus aliados.
Em uma última tentativa de aproximação, tendo em vista a constante ameaça turca, o imperador João VIII Paleólogo promoveu um concílio em Ferrara, na Itália, onde as diferenças entre as duas fés foram rapidamente resolvidas. Entretanto, a aproximação provocou tumultos entre a população bizantina, dividida entre os que rejeitavam a igreja latina e os que apoiavam a manobra política de João VIII.
João VIII morrera em 1448, e seu irmão Constantino XI Paleólogo  assumiu o trono no ano seguinte. Era uma figura popular, tendo lutado na resistência bizantina no Peloponeso frente ao exército otomano, mas seguia a linha de seu pai na conciliação das igrejas oriental e ocidental, o que causava desconfiança não só entre o clero bizantino como também no sultão Murade II, que via esta aliança como uma ameaça de intervenção das potências ocidentais na resistência à sua expansão na Europa.
Em 1451, Murade II morreu, sendo sucedido por seu jovem filho Maomé II. Inicialmente, Maomé prometera não violar o território bizantino. Isso aumentou a confiança de Constantino que, no mesmo ano, sentiu-se seguro o suficiente para exigir o pagamento de uma anuidade para a manutenção de um obscuro príncipe otomano, mantido como refém, em Constantinopla. Furioso mais pelo ultraje do que pela ameaça a seu parente em si, Maomé II ordenou os preparativos para um cerco total à capital bizantina.

### O pavor dos cristãos

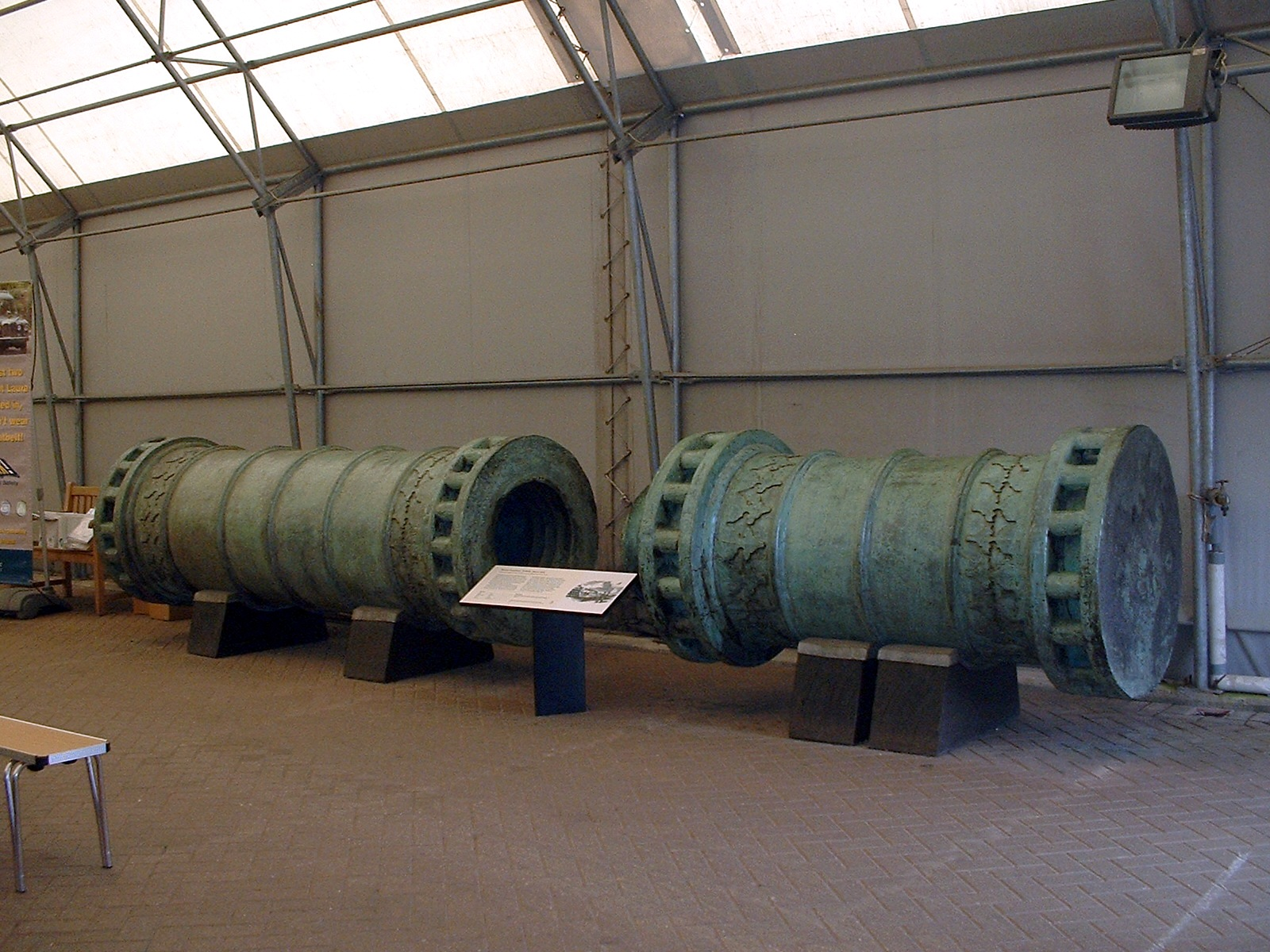
A Bombarda Turca, usada pelos otomanos para destruir as Muralhas de Constantinopla.

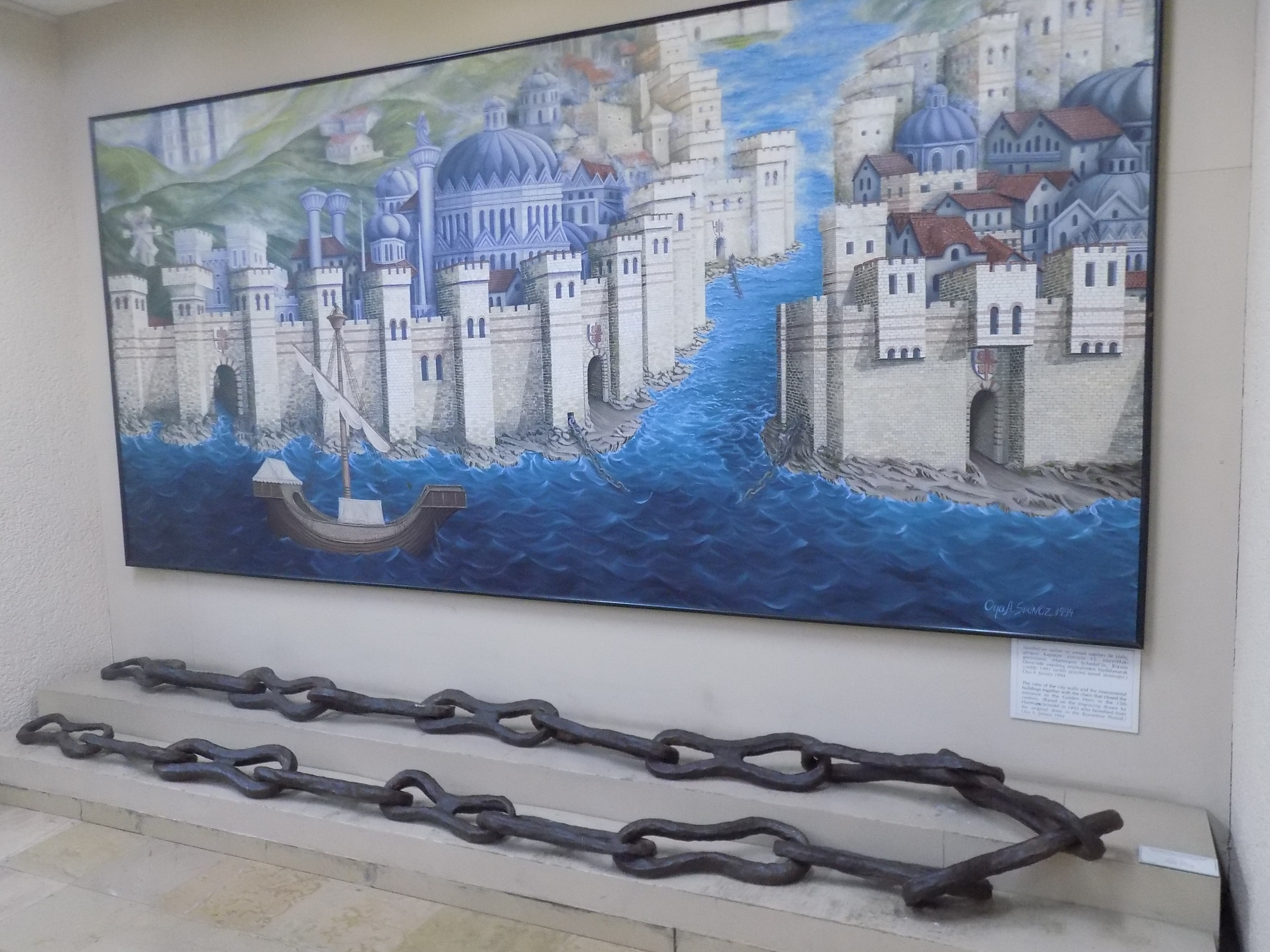
A corrente que fechava a entrada do Corno de Ouro em 1453, agora em exibição nos Museus Arqueológicos de Istambul.

O pavor agia como uma epidemia, corroendo os nervos dos patrícios, dos nobres, da corte e do povo em geral. A situação piorou ainda mais quando o sultão mandara expor 76 soldados cristãos empalados por seus carrascos na frente das muralhas para que os habitantes de Constantinopla soubessem o destino que os aguardava. Dias mais depressivos eles tiveram antes, no momento em que a grande bombarda turca (chamada de Grã Bombarda) um monstro de bronze e de oito metros de comprimento e de sete toneladas, que os sitiantes trouxeram de longe, arrastado por 60 bois e auxiliado por um contingente de 200 homens (ele era dividido ao meio para melhor facilitação do transporte), começara a despejar balas de 550 quilos contra as portas e as muralhas da cidade. Parecia um raio atirado dos céus para vir arrasar com as expectativas de salvação dos cristãos. Pela frente os turcos invasores tinham uma linha de 22 km de muralhas e 96 torres bem fortificadas ainda por vencer, mas para os cristãos era pior, pois somente viam a sombra da foice da morte.
Os dois lados se prepararam para a guerra. Os bizantinos, agora com a simpatia das nações católicas, enviaram mensageiros às nações ocidentais implorando por reforços, e conseguindo promessas. Três navios genoveses contratados pelo papa estavam a caminho com armas e provisões. O Papa ainda havia enviado o cardeal Isidro, com trezentos arqueiros napolitanos para sua guarda pessoal. Os venezianos enviaram em meados de 1453 um reforço de 800 soldados e 15 navios com suprimentos, enquanto os cidadãos venezianos residentes em Constantinopla aceitaram participar das defesas da cidade. A capital bizantina ainda recebeu reforços dos cidadãos de Pera (atual Beyoğlu) e genoveses renegados, entre os quais Giovanni Giustiniani Longo, que se encarregaria das defesas da muralha leste, e 700 soldados. Tonéis de fogo grego, armas de fogo, e todos os homens e jovens capazes de empunhar uma espada e um arco foram reunidos. Entretanto, as forças bizantinas provavelmente não chegavam a 7 mil soldados e 26 navios de guerra ancorados no Corno de Ouro.
Os otomanos, por sua vez, iniciaram o cerco construindo rapidamente uma fortaleza 10 km ao norte de Constantinopla. Maomé II, o Conquistador sabia que os cercos anteriores haviam fracassado porque a cidade recebia suprimentos pelo mar, então tratou de bloquear as duas entradas do mar de Mármara, com uma fortaleza armada com três canhões no ponto mais estreito do Bósforo, e pelo menos 125 navios ocupando Dardanelos, o mar de Mármara e o oeste do Bósforo. Maomé ainda reuniu um exército estimado em 100 mil soldados, 80 mil dos quais soldados turcos profissionais - os demais recrutas capturados em campanhas anteriores, mercenários, aventureiros e renegados cristãos, que seriam usados para os ataques diretos. Cerca de 5 000 desses soldados eram janízaros, a elite do exército otomano. No início de 1452, um engenheiro de artilharia húngaro chamado Urbano ofereceu seus serviços ao Sultão. Maomé o fez responsável pela instalação dos canhões em sua fortaleza.

### O ataque turco

Cerco otomano

O cerco começou oficialmente em 6 de abril de 1453, quando o grande canhão disparou o primeiro tiro em direção ao vale do rio Lico, que penetrava em Constantinopla por uma depressão sob a muralha que possibilitava o posicionamento da bombarda em uma parte mais alta. A muralha, até então imbatível naquele ponto, não havia sido construída para suportar ataques de canhões, e em menos de uma semana começou a ceder. Todos os dias, ao anoitecer, os bizantinos se esgueiravam para fora da cidade para reparar os danos causados pelo canhão com sacos e barris de areia, pedras estilhaçadas da própria muralha e paliçadas de madeira. Os otomanos evitaram o ataque pela costa, pois as muralhas eram reforçadas por torres com canhões e artilheiros que poderiam destruir toda a frota em pouco tempo. Por isso, o ataque inicial se restringiu a apenas uma frente, o que possibilitou tempo e mão de obra suficientes aos bizantinos para suportarem o assédio.
No início do cerco, os bizantinos conseguiram duas vitórias animadoras. Em 12 de abril, o almirante búlgaro Suleimã Baltoghlu, a serviço do sultão, foi repelido pela armada bizantina ao tentar forçar a passagem pelo Corno de Ouro. Seis dias depois, o sultão Maomé II tentou um ataque à muralha danificada no vale do Lico, mas foi derrotado por um contingente bem menor, mas mais bem armado de bizantinos, sob o comando de Giustiniani.
Em 20 de abril, os bizantinos avistaram os navios enviados pelo papa, mais um outro navio grego com grãos da Sicília, que atravessaram o bloqueio de Dardanelos quando o Sultão deslocou seus navios para o mar de Mármara. Baltoghlu tentou interceptar os navios cristãos, mas viu sua frota ser destruída por ataques de fogo grego despejado sobre suas embarcações. Os navios chegaram com êxito ao Corno de Ouro, e Baltoghlu foi humilhado publicamente pelo Sultão e dispensado.

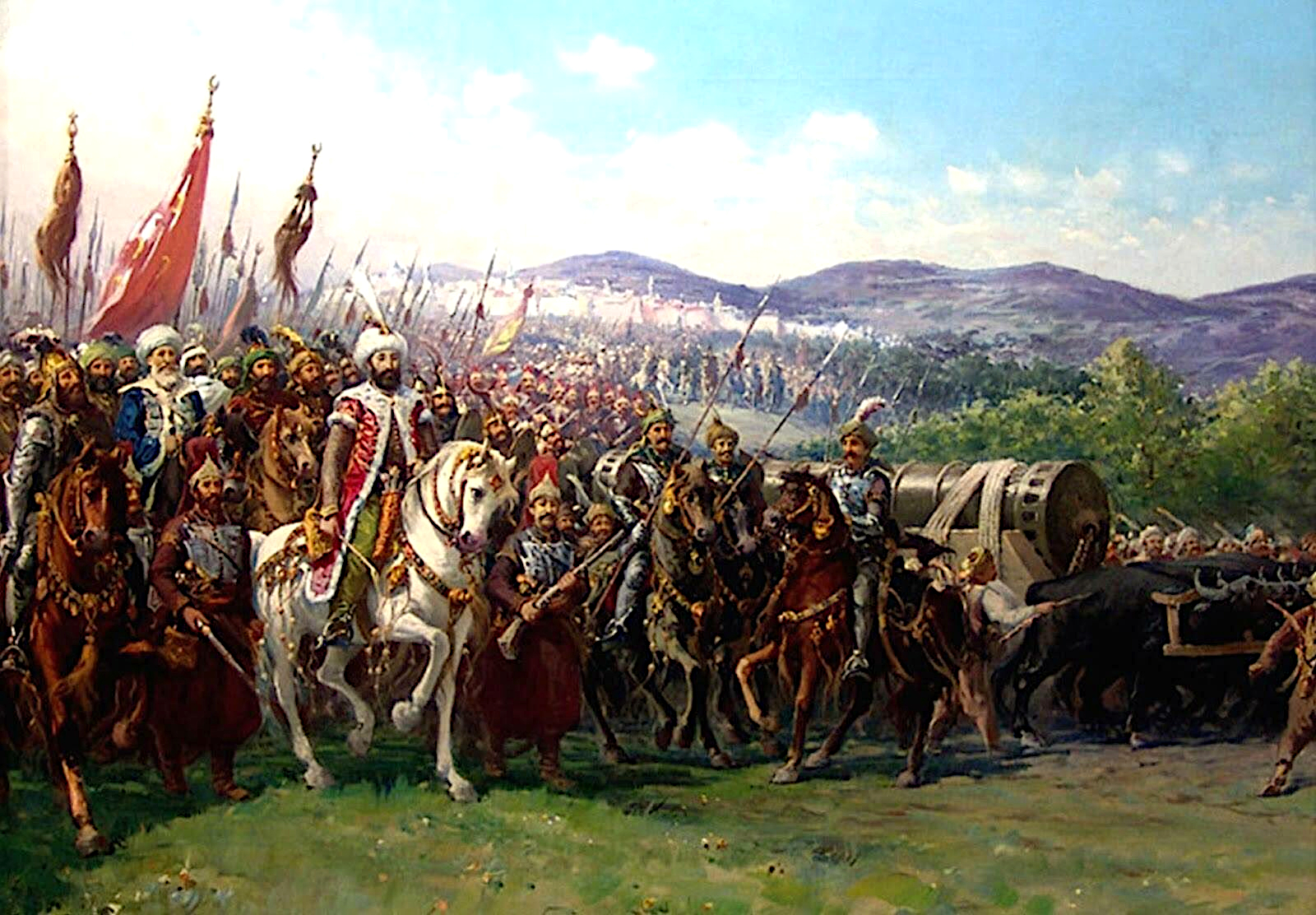
com o exército otomano em marcha desde Edirne, transportando a grande bombarda

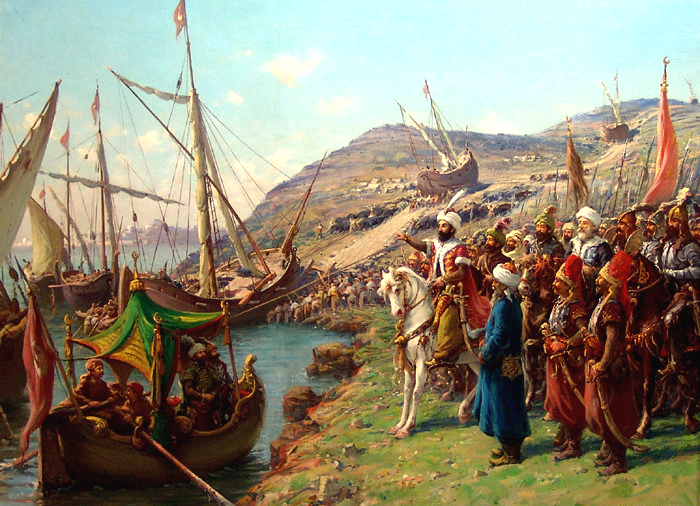
Maomé II transporta sua frota através do Corno de Ouro.

Em 22 de abril, o sultão aplicou um golpe estratégico nas defesas bizantinas. Impossibilitados de atravessar a corrente que fechava o Corno de Ouro, o sultão ordenou a construção de uma estrada de rolagem ao norte de Pera, por onde os seus navios poderiam ser puxados por terra, contornando a barreira. Com os navios posicionados em uma nova frente, os bizantinos logo não teriam recursos para reparar suas muralhas. Sem escolha, os bizantinos se viram forçados a contra-atacar, e em 28 de abril tentaram um ataque surpresa aos turcos no Corno de Ouro, mas foram descobertos por espiões e executados. Os bizantinos então decapitaram 260 turcos cativos e arremessaram seus corpos sobre as muralhas do porto.
Bombardeados diariamente em duas frentes, os bizantinos raramente eram atacados pelos soldados turcos. Em 7 de maio, o Sultão tentou um novo ataque ao vale do Lico, mas foi novamente repelido. No final do dia, os otomanos começaram a mover uma grande torre de assédio, mas durante a noite soldados bizantinos conseguiram destrui-la antes que fosse usada. Os turcos também tentaram abrir túneis por baixo das muralhas, mas os gregos cavavam do lado interno e atacavam de surpresa com fogo ou água.
A mão de obra estava sobrecarregada, os soldados cansados e os recursos escasseando, e o próprio Constantino XI coordenava as defesas, inspecionava as muralhas e reanimava as tropas por toda a cidade.

### Superstição bizantina
A resistência de Constantinopla começou a ruir frente ao desânimo causado por uma série de maus presságios. Na noite de 24 de maio houve um eclipse lunar, relembrando aos bizantinos uma antiga profecia de que a cidade só resistiria enquanto a lua brilhasse no céu. No dia seguinte, durante uma procissão, um dos ícones da Virgem Maria caiu no chão. Logo em seguida, uma tempestade de chuva e granizo inundou as ruas. Os navios prometidos pelos venezianos ainda não haviam chegado e a resistência da cidade estava no seu limite.
Ao mesmo tempo, os turcos enfrentavam problemas. O custo para sustentar um exército de 100 mil homens era muito grande, e oficiais comentavam da ineficiência das estratégias do Sultão até então. Maomé II se viu obrigado a lançar um ultimato a Constantinopla: os turcos poupariam as vidas dos cristãos se o imperador Constantino XI Paleólogo  entregasse a cidade. Como alternativa, prometeu levantar o cerco se Constantino pagasse um pesado tributo. Com os tesouros vazios desde o saque feito pela Quarta Cruzada, Constantino foi obrigado a recusar a oferta, e Maomé lançou um ataque rápido e decisivo.

### O ataque final

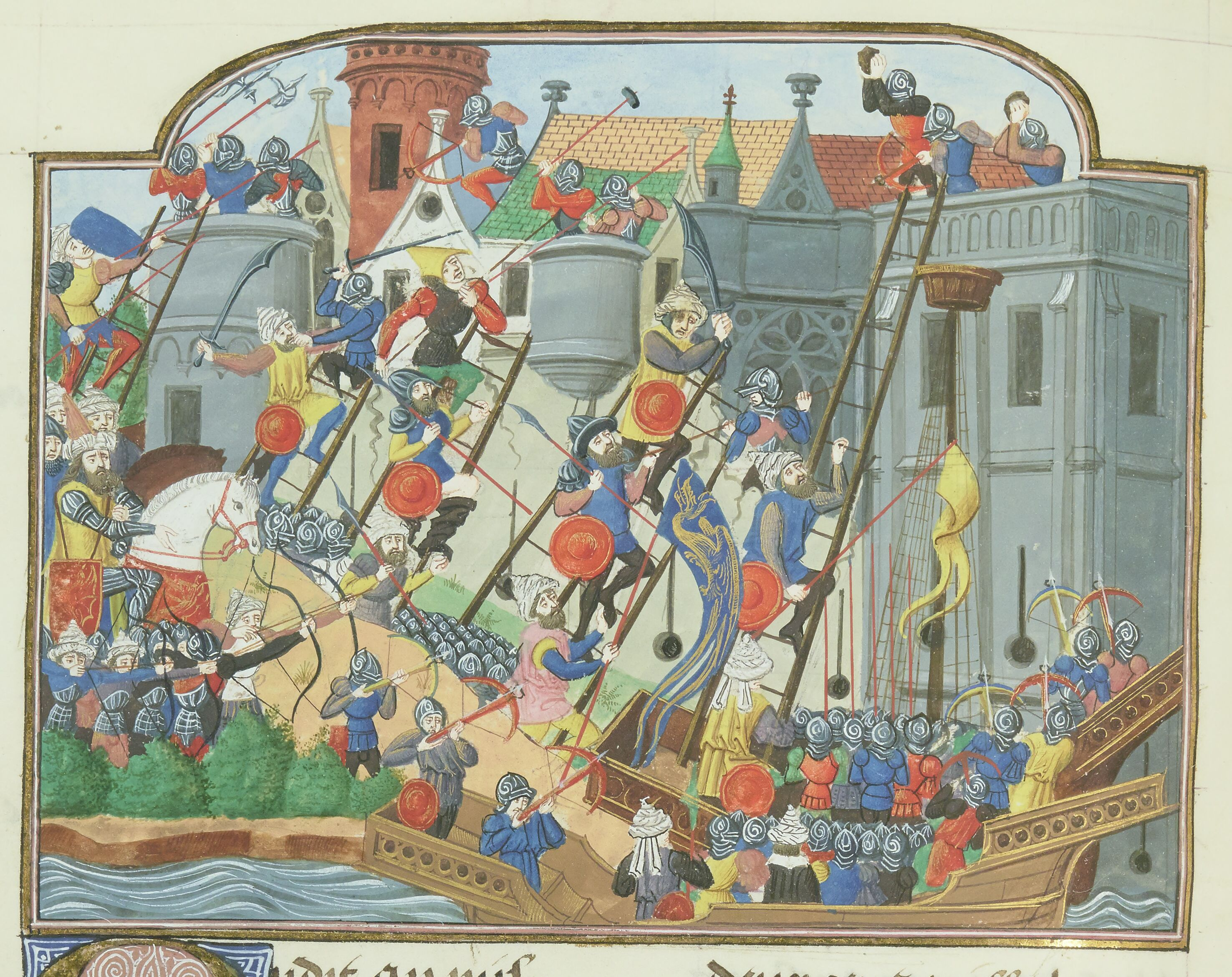
Cerco a Constantinopla, retratado entre 1453 e 1475.

Maomé II ordenou que as tropas descansassem no dia 28 de maio para se prepararem para o assalto final no dia seguinte. Pela primeira vez em quase dois meses não se ouviu o barulho dos canhões e das tropas em movimento. Para quebrar o silêncio e levantar o moral para o momento decisivo, todas as igrejas de Constantinopla tocaram seus sinos por todo o dia.
Durante a madrugada do dia 29 de maio de 1453, Maomé lançou um ataque total às muralhas, composto principalmente por mercenários e prisioneiros, concentrando o ataque no vale do Lico. Por duas horas, o contingente superior de mercenários europeus foi repelido pelos soldados bizantinos sob o comando de Giovanni Giustiniani Longo, providos de melhores armas e armaduras e protegidos pelas muralhas. Mas com as tropas cansadas, teriam agora que enfrentar o exército regular de 80 mil turcos. O exército turco atacou por mais duas horas, sem vencer a resistência bizantina. Então abriram espaço para o grande canhão, que abriu uma brecha na muralha por onde os turcos concentraram seu ataque. Constantino XI Paleólogo  em pessoa coordenou uma cadeia humana que manteve os turcos ocupados enquanto a muralha era consertada. O sultão então lançou mão dos janízaros, que escalavam a muralha com escadas. Mas após mais uma hora de combates, os janízaros ainda não haviam conseguido entrar na cidade.

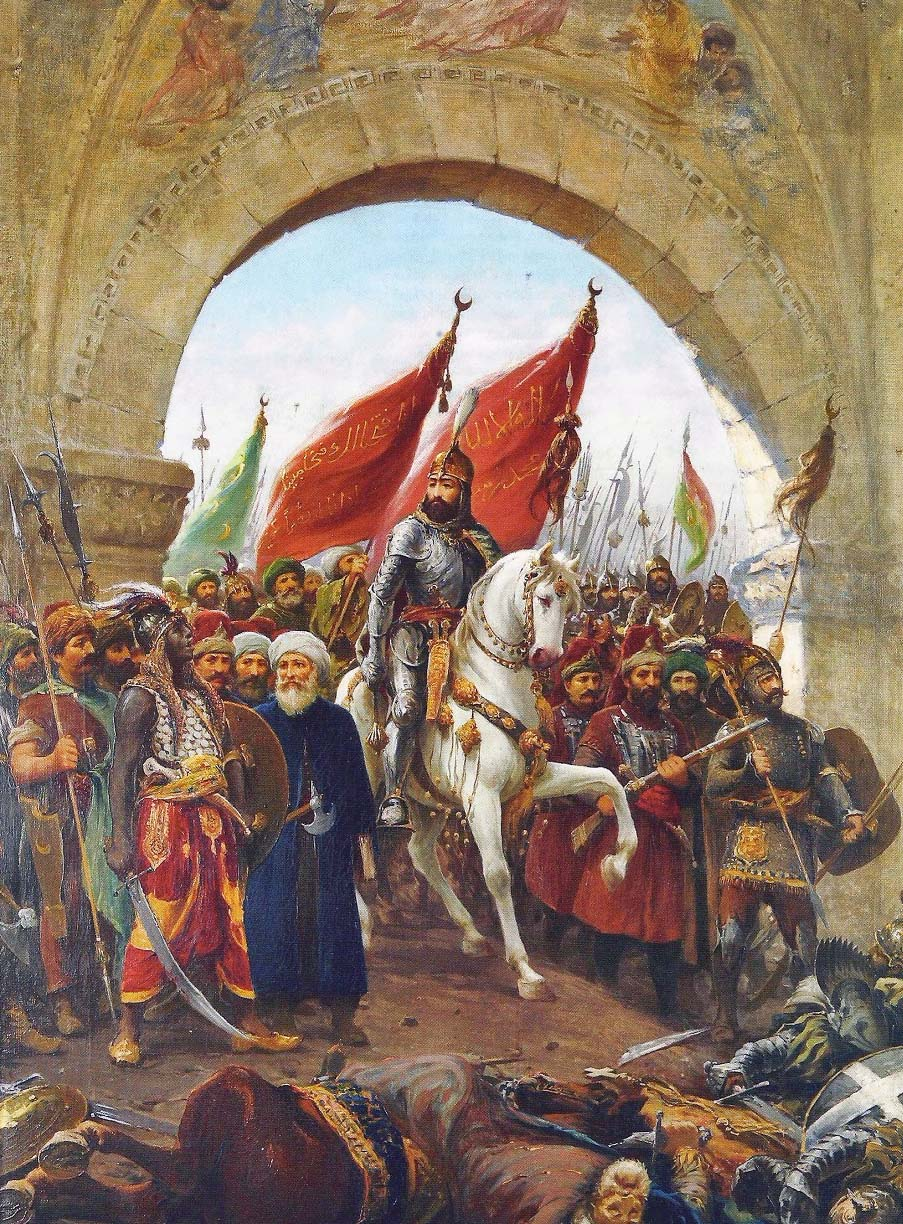
Maomé II entrando em Constantinopla com seu exército
Por Fausto Zonaro.

Com os ataques concentrados no vale do Lico, os bizantinos cometeram a desatenção de deixar o portão da muralha noroeste semiaberto. Um destacamento otomano penetrou por ali e invadiu o espaço entre as muralhas interna e externa. Neste momento, o comandante Giustiniani fora ferido e havia sido retirado às pressas para um navio. Sem sua liderança, os soldados gregos lutaram desordenadamente contra os disciplinados turcos. Diz-se que no último momento, o imperador Constantino XI Paleólogo  desembainhou a espada e partiu para a luta, e nunca mais foi visto. Giustiniani também viria a morrer mais tarde em virtude dos ferimentos na ilha grega de Quios, onde encontrava-se ancorada a prometida esquadra veneziana à espera de ventos favoráveis.

### O saque e o controle turco
Desesperados, os sobreviventes correram para suas casas a fim de salvar suas famílias. Muitos fugiram em navios, quando os marinheiros turcos viram que a cidade caíra e poderiam aproveitar para participar do butim. Os turcos saquearam e mataram o quanto puderam. A basílica de Santa Sofia (Hagia Sophia), o coração de todo o cristianismo ortodoxo, viu-se repleta de refugiados à espera de um milagre que não aconteceu: os clérigos foram mortos e as freiras capturadas.
Maomé II, o Conquistador entrou na cidade à tarde em desfile triunfal e ordenou que a catedral fosse consagrada como mesquita. Talvez por ter considerado a cidade por demais destruída, o sultão ordenou o fim dos saques e da destruição no mesmo dia (contrariando a promessa de três dias de saques que fizera antes da guerra). Terminou com cinquenta mil presos, entre os quais soldados, clérigos e ministros. Este contingente bizantino recebeu autorização para viver na cidade sob a autoridade de um novo patriarca, Genádio, designado pelo próprio sultão para se assegurar de que não haveria revoltas. Caía finalmente, depois de mais de dez séculos, a maçã de prata ou simplesmente Constantinopla, capital do Império Romano do Oriente.

## Implicações

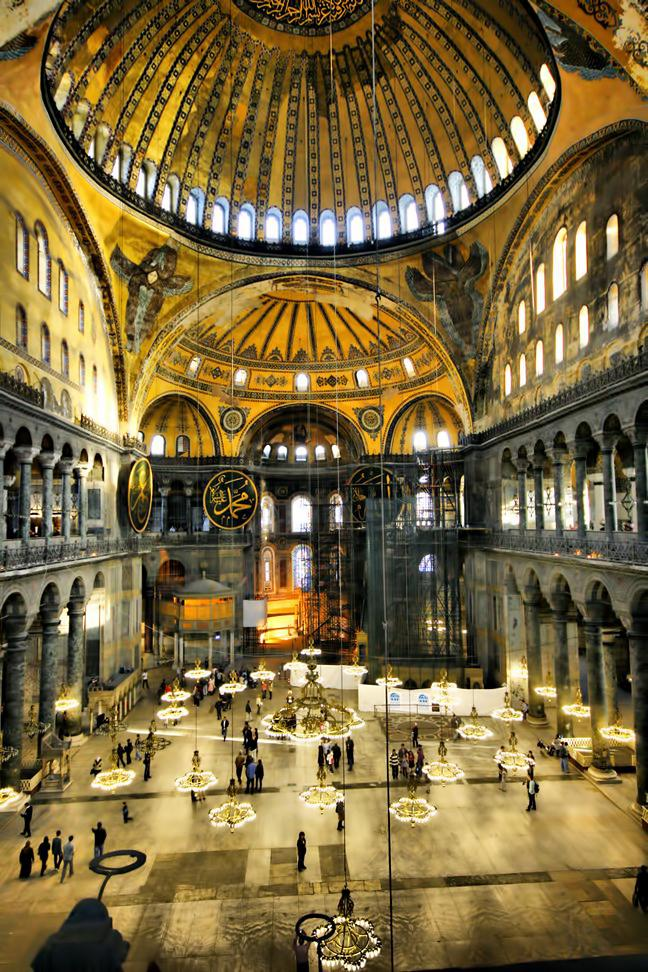
Após a conquista da cidade, a Igreja da Santa Sabedoria (a Hagia Sophia) foi convertida em uma mesquita.

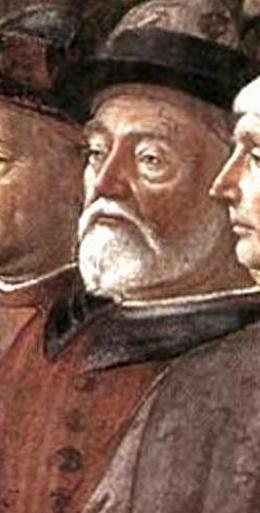
Gregos, como João Argirópulo, fugiram para a Itália após a queda da cidade e ajudaram a impulsionar o renascimento italiano.

No terceiro dia da conquista, Maomé II ordenou que todos os saques parassem e emitiu uma proclamação de que todos os cristãos que haviam evitado a captura ou que haviam sido resgatados poderiam voltar para suas casas sem mais ataques, embora muitos não tivessem casas para onde retornar e muitos outros tivesse sido levados como cativos e não resgatados.:150–51 O historiador bizantino George Sphrantzes, uma testemunha ocular da queda de Constantinopla, descreveu as ações do sultão:
No terceiro dia após a queda de nossa cidade, o sultão comemorou sua vitória com um grande e alegre triunfo. Ele emitiu uma proclamação: os cidadãos de todas as idades que conseguiram escapar da detenção deveriam deixar seus esconderijos por toda a cidade e sair a céu aberto, pois permaneceriam livres e nenhuma pergunta seria feita. Ele declarou ainda a restauração de casas e propriedades para aqueles que abandonaram nossa cidade antes do cerco. Se voltassem para casa, seriam tratados de acordo com sua posição e religião, como se nada tivesse mudado.— George Sphrantzes
A Hagia Sophia foi convertida em uma mesquita, mas a Igreja Ortodoxa Grega foi autorizada a permanecer intacta e Gennadius Scholarius foi nomeado Patriarca de Constantinopla. Pensa-se que essa era a origem do sistema otomano de millet; no entanto, agora isto é considerado um mito e esse sistema não existia no século XV.
Após o saque, muitos temiam que outros reinos cristãos europeus sofressem o mesmo destino de Constantinopla. Duas respostas possíveis surgiram entre os humanistas e clérigos daquela época: cruzadas ou diálogo. O papa Pio II defendia fortemente outra cruzada, enquanto Nicolau de Cusa apoiava o diálogo com os otomanos.

### Renascimento italiano
Por algum tempo, estudiosos gregos foram para cidades-Estado italianas, um intercâmbio cultural iniciado em 1396 por Coluccio Salutati, chanceler de Florença, que convidara Manuel Crisoloras, um estudioso bizantino para dar uma palestra na Universidade de Florença. Após a conquista, muitos gregos, como João Argirópulo e Constantino Láscaris, fugiram da cidade e encontraram refúgio no ocidente latino, trazendo consigo conhecimentos e documentos da tradição greco-romana para a península itálica outras regiões que impulsionaram ainda mais o Renascimento.

### Grandes Navegações
Com Constantinopla - e todo o Bósforo, neste sentido - sob domínio muçulmano, o comércio entre Europa e Ásia declinara subitamente. Nem por terra nem por mar os mercadores cristãos conseguiriam passagem para as rotas que levavam à Índia e à China, de onde provinham as especiarias usadas para conservar alimentos, além de artigos de luxo, e para onde se destinavam suas mercadorias mais valiosas. Desta forma, as nações europeias iniciaram projetos para o estabelecimento de rotas comerciais alternativas. Portugueses e espanhóis aproveitaram sua posição geográfica junto ao oceano Atlântico e à África para tentar um caminho ao redor deste continente para chegar à Índia (percurso percorrido com sucesso por Vasco da Gama entre 1497 e 1498). Já Cristóvão Colombo via uma possibilidade de chegar à Ásia pelo oeste, através do Oceano. Nesta empreitada, financiada pelos reis de Espanha, o navegador genovês alcançou, em 1492, o continente americano, dando início ao processo de ocupação do Novo Mundo. Com as grandes navegações, os dois países, outrora sem muita expressão no cenário político europeu, se tornaram no século XVI os mais poderosos do mundo, estabelecendo uma nova ordem mundial.